# 意大利总理
意大利總理，正式名稱為意大利共和國部長會議主席（義大利語：Presidente del Consiglio dei ministri），是意大利共和國的政府首腦。該職位由意大利憲法第92至96條設立，由共和國總統任命，並需獲得國會的信任以繼續任職。現任總理是焦尔吉娅·梅洛尼，自2022年10月22日上任。

## 職責

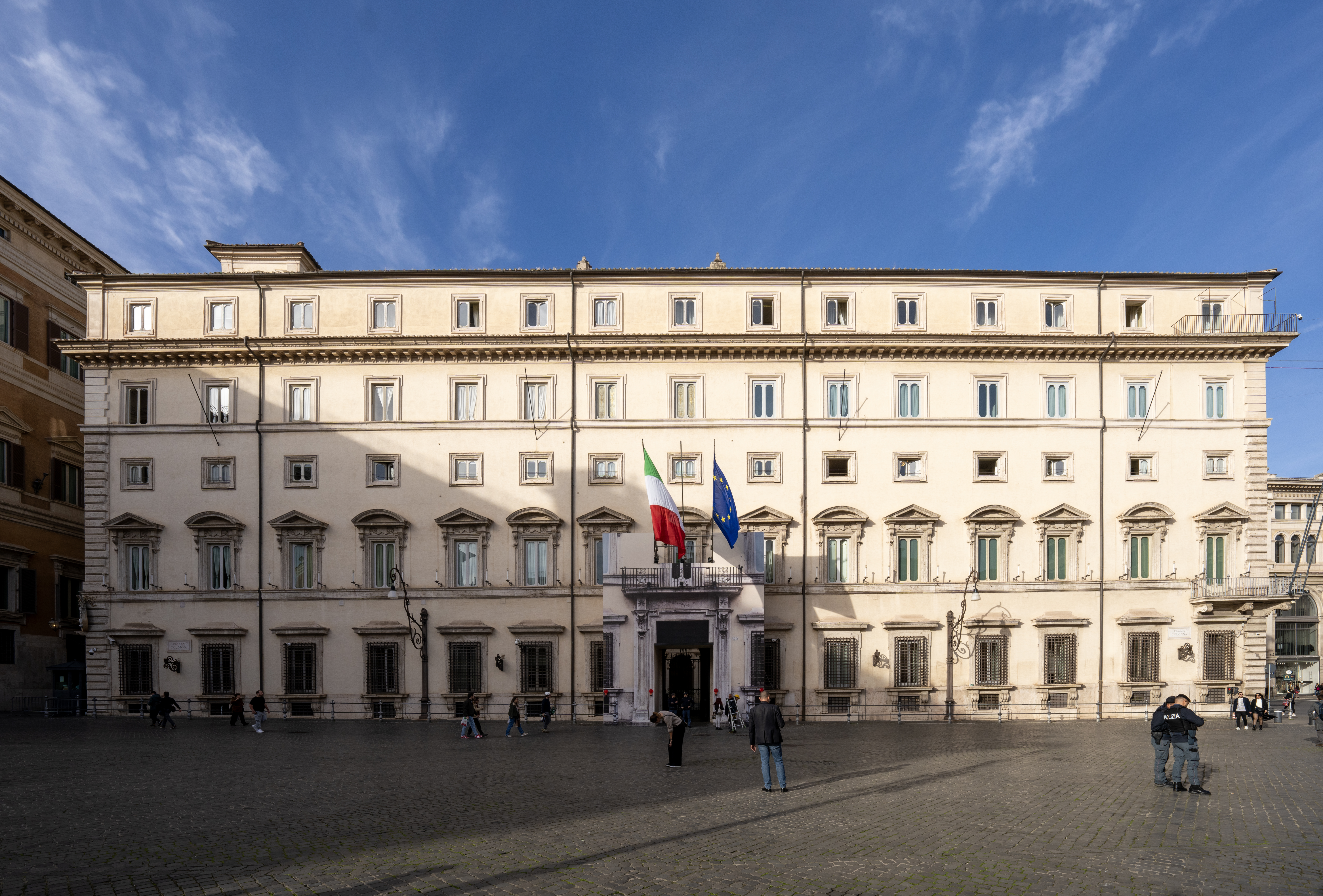
羅馬基吉宮，為意大利部長會議所在地和總理官邸。

作為部長會議主席，總理必須獲得國會多數成員的信任。總理擁有提名內閣部長名單的權力，並需與共和國總統共同簽署具有法律效力的立法文件。意大利憲法第95條規定，總理負責指導和協調部長的活動。總理的活動經常包括在多數黨聯盟內的各政黨之間進行調解，而不是直接指導部長會議的活動。總理無正式權力解雇部長，這限制了其監督權力。

## 歷史

### 歷史右派與歷史左派
意大利總理職位最早於1848年在薩丁尼亞王國設立。意大利統一後，總理由國王任命。第一任總理是卡米洛·奔索·迪·加富爾伯爵，他於1861年3月23日上任，但同年6月6日去世。從1861年至1911年，歷史右派和歷史左派總理交替執政。根據《意大利憲法》，總理和其他部長對國王負有政治責任，對國會負有法律責任。隨著時間的推移，總理實際上也需要對國會負責，並需獲得國會的信任以繼續任職。

## 喬利提時代
1892年，喬瓦尼·喬利蒂提首次被任命為總理，在此後的幾年中，他先後五次擔任總理。喬利提擅長政治藝術，能夠在議會中組成靈活的中間派聯盟，將左派和右派的極端勢力孤立起來。他的時代被稱為喬利提時代，期間實行了多項進步的社會改革，改善了普通意大利人的生活水平。

## 法西斯政權
在法西斯政權時期（1922年-1943年），貝尼托·墨索里尼成為意大利最長期的總理。他取消了國會對他的不信任投票權，並通過一系列法律將國家轉變為一黨專政。在1943年，國王維克多·伊曼紐爾三世在一次不信任投票後罷免了墨索里尼，並由佩特羅·巴多格里奧接任總理職位。

## 意大利共和國的最初幾十年
1946年，意大利通過公投廢除了君主制，阿爾契德·加斯貝利成為意大利共和國的首任總理。基督教民主黨從1946年至1994年主導了意大利的政治舞台。這一時期的總理包括朱利奧·安德烈奧蒂，他在1972年至1992年之間七次擔任總理。

## 第二共和國
1994年，媒體大亨西爾維奧·貝卢斯科尼創立了意大利力量黨，並贏得大選，成為意大利最重要的政治和經濟人物之一。貝魯斯柯尼是意大利共和國歷史上任期最長的總理，並在2001年、2008年和2011年再次擔任總理。
2022年10月，總統馬塔雷拉在馬里奧·德拉吉因政府危機和大選辭職後，任命焦尔吉娅·梅洛尼為意大利首位女性總理。

## 外部連結
- 意大利總理官網 （页面存档备份，存于）
- 意大利總理名單，包含任期長度和黨派信息 Archive.today的存檔，存档日期2012-12-09